# 韋伯-費希納定理
韋伯定理（Weber-Fechner law）分為韋伯及費希勒兩種定理，韋伯定理又稱「感覺閾限定律」（absolute threshold），用於差異閾限定義。
1860年由德國心理學家的古斯塔夫·费希纳提出费希纳定律，定義於絕對閾限上。

## 定義
- 閾限：是物理刺激能量可以被個人覺察的臨界點。
- 絕對閾限：是個體對單一刺激引起感覺經驗時，所需最低的刺激強度，分為上絕對閾及下絕對閾。
- 差異閾限：又稱恰辨差，指辨別兩個刺激之間的差異時，這兩種刺激強度最低的差異量。

人類五官重要的感覺絕對閾限（採自Galanter, 1962）
以數學方式表示的話：
{\displaystyle \Delta p=k{\frac {\Delta S}{S}}} (韋伯定律)
{\displaystyle \Delta S}為某量實質變化而； {\displaystyle \Delta p} 為某量的主觀的感覺變化。
用 {\displaystyle dp,dS} 取代{\displaystyle \Delta p,\Delta S}, 作積分:
{\displaystyle dp=k{\frac {dS}{S}}}
{\displaystyle \int _{0}^{p}dp=k\int _{S_{0}}^{S}{\frac {dS}{S}}}
{\displaystyle p=k\ln({\frac {S}{S_{0}}})} (費希納定律)

## 延伸
- 韋伯定律：在同類刺激之下，其差異閾限的大小是隨著標準刺激強弱而成一定比例關係的，K=ΔI/I  K為常數。
- 費希納定律：在絕對閾限之上，主觀的感覺強度與刺激強度的改變，兩者間呈對數的關係，亦即，刺激強度如果按幾何級數增加，而引起的感覺強度卻只按算術級數增加。
- 相較於一般人，調音師對音調的高低敏感度具有較低的差異閾